# Hunting Aerosurveys
La Hunting Aerosurveys Ltd è stata una compagnia britannica specializzata nella fotografia aerea fondata a Londra nel 21 giugno 1937 da Percy Hunting.

## Cronistoria
Fondata da Hunting con l'obbiettivo di compiere ricognizioni civili a scopo commerciale attraverso la fotografia area, negli anni gli affari Hunting si espansero a l'azienda diventò la capogruppo dell'Hunting Group of Companies, un gruppo che incorporò altre aziende operanti nello stesso settore della Hunting Aerosurveys. Nel 1942, infatti, il gruppo inglobò la Aerofilms Ltd, che fu utilizzata per le fotografie scattate in obliquo, mentre la Hunting Aerosurveys si occupava di quelle scattate dalla verticale. Nel 1944 la stessa Hunting Aerosurveys si fuse con la Aircraft Operating Company (il cui marchio cessò di esistere), azienda di cui Percy Hunting era già uno dei maggiori azionisti.
La ricostruzione e l'espansione aziendale postbellica diedero ulteriore impulso agli affari sia della Aerofilms che della Hunting Surveys, e ciò risultò in quella che è oggi un'enorme raccolta di fotografie aeree storiche.
Nel 1947 l'azienda impiegava tre tipi di aeromobili: degli Auster, un Percival Proctor e un D. H. Rapide e aveva in programma di acquistare uno o più Percival Merganser ed aveva contratti per operazioni di ricognizione riguardanti miniere di stagno in Nigeria, petrolio in Arabia, Venezuela e Colombia, legname in Ontario e la mappatura del territorio in Australia.
Tra il 1955 e il 1957 la Hunting Aerosurveys effettuò diverse spedizioni di ricognizione in Antartide, soprattutto nella Terra di Graham, e grazie alle sue fotografie fu possibile mappare e delineare moltissime formazioni (la maggior parte del lavoro di mappatura fu svolto dal British Antarctic Survey, che all'epoca si chiamava ancora Falkland Islands and Dependencies Survey).
Tra il 1957 e il 1964, l'azienda si specializzò anche in voli di ricognizione su scala più ridotta grazie alla realizzazione di un Auster Autocar opportunamente modificato.
Nel 1960 la Hunting Aerosurveys fu fusa con la Hunting Geophysics Ltd per formare la Hunting Surveys Ltd, creando così un'azienda dalle operazioni piuttosto diversificate che era coinvolta anche nell'ambito militare, fu infatti anche interessata nel programma di sviluppo dei missili balistici Trident.
Negli anni novanta i contratti internazionali dell'azienda includevano anche lavori inerenti alla ricerca di giacimenti petroliferi ed il suo agente in Sudan era Osama Bin Laden.
Nel dicembre 2001 la Hunting Surveys & Consultants Ltd annunciò di essere stata messa sotto liquidazione, mentre la dissoluzione finale della compagnia fu annunciata nel gennaio 2003.